# Điện mặt trời BP Solar 1
Điện Mặt Trời BP Solar 1 là nhà máy điện Mặt Trời được xây dựng tại xã Phước Hữu, huyện Ninh Phước, tỉnh Ninh Thuận, Việt Nam.

## Điện Mặt Trời BP Solar 1
Nhà máy điện Mặt Trời BP Solar 1 được Công ty cổ phần BP Solar chính thức khởi công xây dựng vào tháng 6 năm 2018 do Công ty Cổ phần Bắc Phương làm tổng thầu với công suất thiết kế 46 MWp, sử dụng công nghệ tấm pin perc mono 370W và phần lớn máy móc thiết bị được sử dụng có nguồn gốc từ châu Âu. Nhà máy được xây dựng trên diện tích hơn 62 ha, gồm các hạng mục: một trạm biến áp nâng cấp 22/110kV, công suất 1 x 45 MVA; đường dây 110kV có chiều dài hơn 7,4 km với 30 cột thép từ trạm nâng áp của nhà máy đấu nối vào đường dây 110 kV hiện hữu; lắp đặt 2.075 giá đỡ tấm pin, lắp đặt đấu nối 124.380 tấm pin lắp đặt và đấu nối chín trạm hợp bộ,... Với công suất 46 MWp, nhà máy sẽ sản xuất, hòa mạng, cung cấp cho điện lưới quốc gia khoảng 74 triệu kWh/năm.
Nhà máy điện Mặt Trời BP Solar 1 được hoàn thành và hòa lưới điện quốc gia trong những ngày đầu năm 2019, xây dựng và hoàn thành với tổng thời gian thi công 07 tháng và là nhà máy điện Mặt Trời đầu tiên tại Ninh Thuận hòa lưới điện quốc gia.

## Công trình liên quan
Tại thôn Hậu Sanh, xã Phước Hữu còn có nhà máy điện Mặt Trời Phước Hữu, công suất lắp máy 65 MWp.